# Bristol Open 1989
Il Bristol Open 1989 è stato un torneo di tennis giocato sull'erba. È stata la 10ª edizione del Bristol Open, che fa parte del Nabisco Grand Prix 1989. Si è giocato a Bristol in Inghilterra, dal 19 al 26 giugno 1989.

## Campioni

### Singolare
Eric Jelen ha battuto in finale  Nick Brown con il punteggio di 6–4, 3–6, 7–5

### Doppio
Paul Chamberlin /  Tim Wilkison hanno battuto in finale  Mike De Palmer /  Gary Donnelly con il punteggio di 7–6, 6–4